# Lenzerwische
Lenzerwische est une commune allemande de l'arrondissement de Prignitz, Land de Brandebourg.

## Géographie
Lenzerwische se situe à la frontière du Brandebourg avec la Basse-Saxe et le Mecklembourg-Poméranie-Occidentale, dans la zone humide entre l'Elbe et la Löcknitz.
La commune comprend les quartiers de Baarz, Besandten, Gaarz, Kietz, Mödlich, Unbesandten et Wootz et les zones rédisentielles de Klein Wootz et Rosendorf.
|            | Dömitz       |               |
| Langendorf | Lenzerwische | Lenzen (Elbe) |
| Trebel     | Gorleben     | Höhbeck       |

Lenzerwische se trouve sur la Bundesstraße 195.

## Histoire
Lenzerwische est créée le 26 octobre 2003 à la suite de la fusion volontaire des municipalités précédemment indépendantes de Besandten et Wootz.

## Source, notes et références
- (de) Cet article est partiellement ou en totalité issu de l’article de Wikipédia en allemand intitulé « Lenzerwische » (voir la liste des auteurs).